# Castello di Sterpenich
Il castello di Sterpenich è una dimora fortificata che sorge all'interno della città di Arlon (Belgio), presso il villaggio di Sterpenich. L'edificio è compreso nella lista di monumenti, siti e scavi archeologici della Commissione reale del Belgio dal 1956.

## Storia
La presenza di un castello, appartenente alla famiglia di Sterpenich e poi a quella di Autel, è attestata a partire dal XIV secolo, ma l'attuale costruzione venne edificata tra il 1680 e il 1690 da Jean-Adam Pellot. Il figlio (J.B. Henron) ne acquisì il possesso nel 1706, apportandovi modifiche. Ulteriori allargamenti e modifiche sono avvenuti nel corso del XIX secolo, quando venne acquistato dai conti di Berlaymont.